# Lucio Albinio (tribuno della plebe)
Lucio Albinio (in latino Lucius Albinius; fl. V secolo a.C.) è stato un politico romano, primo tribuno della plebe della Roma repubblicana.
Secondo Quinto Asconio Pediano Lucio Albinio Patercolo (in latino Lucius Albinius Paterculus), secondo Tito Livio Lucio Albino (in latino Lucius Albinus); è stato il primo tribuno della plebe, con Gaio Licinio Stolone, nel 494 a.C.
Di lui poco si sa: fu eletto subito dopo l'istituzione della magistratura, stando a Tito Livio addirittura dopo il discorso di Menenio Agrippa, a secessione plebea ancora in corso. Subito dopo l'elezione, secondo alcune delle fonti citate da Tito Livio, Lucio Albinio e Gaio Licinio Stolone nominarono al loro fianco altri tre tribuni, tra cui quali l'artefice della secessione stessa, Sicinio.